# ФК „Мидълзбро“
ФК Мидълзбро (на английски: Middlesbrough Football Club) е английски професионален футболен отбор, основан през 1876 г. Домакинските си мачове играе на стадион Ривърсайд (англ. Riverside) в град Мидълзбро, Северна Англия.

## История
Мидълзбро е основан през 1876 г. от членове на едноименния крикет-клуб. През 1889 г. клубът става професионален, но три години по-късно възвръща аматьорския си статус, за да се присъедини към футболната лига на Англия през 1899 г. и да стане отново професионален клуб. През 1902 г. Мидълзбро се изкачва до Първа дивизия. През 1905 г. чупи рекорда за най-скъп играч като плаща 1000 паунда за централния нападател Алф Комън. През 1914 г. отборът достига третото място в Първа дивизия. Десет години по-късно, през 1924 г. отборът отново изпада във Втора дивизия. През 1928 г. отборът успява отново да се изкачи до най-горната лига в английското първенство, но това трае само една година. През 1929 г. Мидълзбро отново се изкачва в Първа дивизия. През 1936 и 1947 г. достига 6. кръг за купата на Англия. През 1949 г. Мидълзбро играе най-посещавания си домакински мач – 53 596 зрители на мача срещу местните опоненти от Нюкасъл. През 1954 г. Мидълсбро изпада от Първа дивизия след 25 години в нея. През 1955 г. Мидълзбро записва най-голямата си загуба с 9:0 от Блекбърн Роувърс. През 1958 г. Брайън Клъф вкарва 5 гола за най-голямата победа на Мидълсбро – 9:0 срещу Брайтън анд Хоув. През 1966 г. на стадиона на Мидълзбро – Еърсоум парк (Ayresome Park) – се играят мачове от световното първенство. През 1967 г. Мидълзбро за първи път изпада в Трета дивизия, но се връща във Втора още на следващата година. През 1970 г. отборът достига четвъртфинал за купата на Англия. През 1974 г. Мидълзбро отново се изкачва до Първа дивизия, а през 1975 г. отново достига четвъртфинал за купата на страната. През 1976 г. отборът печели Англо-Шотландската купа и играе полуфинал за Купата на лигата. През 1977 и 1978 г. отборът отново е на четвъртфинал за купата на Англия. През 1979 г. Дейвид Милс става най-скъпо продаденият играч в Англия – от Мидълсбро в Уест Бромич за 500 000 паунда. През 1982 г. Мидълзбро отново изпада във Втора дивизия. През 1987 г. клубът отново играе в Трета дивизия, но се връща в Първа дивизия две години по-късно, за да изпадне във Втора през 1989 г. Гари Палистър става най-скъпият продаден играч в Англия – от Мидълзбро в Манчестър Юнайтед за 2 300 000 паунда. През 1990 г. Мидълзбро печели Фул Мембърс Къп. През 1992 г. отборът се изкачва до Първа дивизия и достига полуфинал за купата на лигата, но през следващата година отново изпада. През 1995 г. Мидълзбро се премества на настоящия си стадион – Ривърсайд – с 30 000 седящи места – най-големият нов стадион в Англия за предишните 70 години – и печели промоция в новоустроения Премиършип. През 1997 г. отборът играе два финала на стадион Уембли – за купата на лигата и купата на Англия, като губи и двата. Отборът изпада в Първа дивизия (която вече е вторият ешелон на английския футбол след създаването на Премиършип). През следващата година клубът се завръща в Премиършип и губи финала за купата на страната. През 2002 г. Мидълзбро отново достига полуфинал за купата на лигата. На 29 февруари 2004 г. клубът печели първия си голям трофей – купата на лигата, която печели срещу Болтън Уондърърс. През същата година Мидълзбро играе и първите си мачове в европейски клубен турнир – купата на УЕФА – достигайки четвъртфиналите. През 2006 година Мидълзбро играе финал за купата на УЕФА на „Филипс стадиюм“ в Ейндховен с испанския Севиля, но губи катастофално с 0 – 4.